# Maculonaclia tenera
Maculonaclia tenera là một loài bướm đêm thuộc phân họ Arctiinae, họ Erebidae.